# HD 75289 b
HD 75289 b는 돛자리 방향으로 지구로부터 약 94광년 떨어진 곳에 있는 외계 행성이다. 최소 질량은 목성과 거의 비슷하며, 어머니 항성에 매우 가까이 붙어 돌고 있기 때문에 뜨거운 목성으로 불릴 수 있다. 가까운 거리 때문에 별을 한 바퀴 도는 데에는 약 3.5일밖에 걸리지 않는다. 과학자들은 이 행성의 알베도가 0.12 미만일 것으로 생각하고 있는데, 이는 가스 행성 치고는 낮은 값이다. 알베도 값이 0.12보다 클 경우 b 대기 상층부에 반사된 빛을 지구에서 관측 가능한데, 지금까지는 반사광을 포착하지 못했다.
스테판 우드리 연구진이 미국 캘리포니아 주에서 1999년 2월 1일 이 행성을 발견했다. 이들은 행성이 항성 주위를 돌면서 중력으로 항성을 흔드는 도플러 효과를 응용, 존재를 입증했다.

## 참고 문헌
- Udry;  외. (2000). “The CORALIE survey for southern extra-solar planets II. The short-period planetary companions to HD 75289 and HD 130322”. 《Astronomy and Astrophysics》 356: 590–598. 2012년 3월 28일에 원본 문서에서 보존된 문서. 2009년 6월 21일에 확인함.
- Butler;  외. (2006). “Catalog of Nearby Exoplanets”. 《The Astrophysical Journal》 646 (1): 505–522. doi:10.1086/504701. 2019년 12월 7일에 원본 문서에서 보존된 문서. 2009년 6월 21일에 확인함.